# Pimpinella africana
Pimpinella africana är en flockblommig växtart som beskrevs av Minosuke Hiroe. Pimpinella africana ingår i släktet bockrötter, och familjen flockblommiga växter. Inga underarter finns listade i Catalogue of Life.